# Koča Popović
Konstantin Popović, detto Koča (Belgrado, 14 marzo 1908 – Belgrado, 20 ottobre 1992), è stato un partigiano, generale e politico jugoslavo.
Originario di una famiglia borghese di Belgrado, si trasferì in giovane età all'estero dove entrò a far parte del movimento comunista internazionale e partecipò con ruoli di comando nelle Brigate internazionali alla Guerra civile spagnola.
Dopo essere rientrato in patria, prese parte come ufficiale della riserva dell'esercito alle prime fasi della seconda guerra mondiale in Jugoslavia e, dopo il crollo del regime monarchico, entrò nella resistenza partigiana dove assunse importanti incarichi di comando nell'Esercito Popolare di Liberazione della Jugoslavia.
Preparato e capace, divenne ben presto uno dei più abili e importanti comandanti dell'esercito partigiano e uno dei luogotenenti più apprezzati e fedeli di Josip Broz Tito; partecipò con un ruolo spesso decisivo alle principali battaglie del Fronte jugoslavo, contribuendo al successo dei partigiani nelle battaglie della Neretva e della Sutjeska. Al termine della guerra comandava la II Armata dell'Esercito popolare impegnata nell'avanzata finale su Sarajevo e Zagabria.
Dopo la guerra divenne, dopo la morte di Arso Jovanović nel 1948, il capo di stato maggiore del nuovo Esercito popolare jugoslavo e quindi assunse importanti incarichi politici a fianco di Tito come ministro degli Esteri e vicepresidente della federazione.

## Biografia

### Dalla Francia alla guerra di Spagna
Originario di una ricca famiglia borghese di Belgrado che durante la prima guerra mondiale si era trasferita in Svizzera,  Konstantin Popović dimostrò in gioventù una personalità indipendente e inquieta e ben presto, dopo aver inizialmente frequentato la scuola militare di Sarajevo e i corsi di diritto dell'università di Belgrado, decise di rompere i legami con la famiglia e trasferirsi a Parigi per entrare in contatto con l'ambiente cosmopolita della capitale francese.
A Parigi il giovane si iscrisse all'università della Sorbona nei corsi di filosofia e frequentò per qualche tempo l'effervescente e originale ambiente di artisti, poeti e scrittori della rive gauche, divenendo uno degli esponenti del movimento surrealista; soprattutto nella città entrò in collegamento con esponenti del Partito comunista jugoslavo (KPJ) di cui divenne ben presto un membro attivo. Nella capitale francese il nucleo clandestino del partito, guidato da Josip Broz Tito, era impegnato in quel periodo a reclutare e organizzare, secondo le indicazioni del Comintern di Mosca, fedeli militanti da inviare in Spagna dove era scoppiata una sanguinosa guerra civile dopo l'insurrezione dei militari nazionalisti; Popović venne mobilitato per far parte del contingente di comunisti jugoslavi che avrebbe dovuto prendere parte alla guerra in Spagna in aiuto della Repubblica. Egli quindi entrò in Spagna insieme ad altri comunisti jugoslavi come Peko Dapčević e Petar Drapšin, e prese parte al conflitto, ma non venne assegnato alle famose Brigate internazionali e fu invece inserito nell'esercito regolare spagnolo.
Popović si distinse in molti combattimenti e acquisi una preziosa esperienza militare sul campo; fu sui campi di battaglia di Spagna che sviluppò le sue doti di comando; nominato al grado di capitano di artiglieria, prese parte alle grandi battaglie della guerra fino alla primavera 1939 quando la Repubblica spagnola entrò in crisi irreversibile. Popović insieme agli altri volontari internazionali abbandonò la Spagna al termine della guerra e passò in Francia da dove dopo un breve periodo fu fatto rientrare segretamente in Jugoslavia dai dirigenti comunisti del partito attivi all'estero.

### Nella resistenza partigiana
Nel 1940 Popović entrò a far parte dell'esercito reale jugoslavo come ufficiale della riserva e divenne colonnello all'interno di un reggimento, incaricato della sicurezza e delle informazioni. L'invasione della Jugoslavia nell'aprile 1941 provocò la rapida disgregazione dell'esercito e la frammentazione dello stato; dopo l'attacco tedesco all'Unione Sovietica, il 22 giugno 1941, il capo dei comunisti jugoslavi Josip Broz Tito diede inizio al movimento di resistenza dei partigiani e Popović divenne subito uno dei principali dirigenti militari. Egli si incaricò di organizzare il distaccamento partigiano della regione del monte Kosmaj che prese parte all'insurrezione in Serbia dell'estate 1941.
I partigiani comunisti ottennero alcuni successi e presero il controllo di vaste aeree del territorio serbo sorprendendo i tedeschi e i reparti collaborazionisti di Milan Nedić; Tito fu in grado a settembre 1941 di costituire la cosiddetta Repubblica di Užice; Popović partecipò alle prime battaglie e ottenne la piena fiducia del capo dei comunisti jugoslavi che lo richiamò a Užice dalla regione della Posavina per assegnargli il comando delle forze partigiane incaricate di difendere la "repubblica" che nel novembre 1941 venne violentemente attaccata dalle truppe tedesche.
Le forze assegnate a Popović per difendere Užice erano però, di fronte alla potente offensiva tedesca, molto deboli e totalmente insufficienti; egli ritenne realisticamente di non essere assolutamente in grado di fermare il nemico; la battaglia si trasformò rapidamente in una disfatta per i partigiani. Tito il 29 novembre 1941 decise l'evacuazione generale che si svolse nella confusione sotto gli attacchi aerei tedeschi; Popović, incaricato con i suoi uomini di coprire la ritirata, si impegnò strenuamente per proteggere il nucleo partigiano che infine riuscì a ripiegare in Bosnia dopo aver perso tutti i territori liberati in Serbia.
Nonostante la sconfitta, Tito mantenne piena fiducia in Popović; nel mese di dicembre 1941 il capo comunista decise di riorganizzare le forze partigiane costituendo alcuni reparti scelti in grado di condurre operazioni mobili sul tutto il territorio jugoslavo e Koča Popović il 29 dicembre 1941 ricevette il comando della prima formazione di questo tipo, la cosiddetta 1ª Brigata proletaria d'assalto (Prva proleterska udarna brigada).